# 東埃爾多拉多鎮區 (伊利諾伊州薩林縣)
東埃爾多拉多鎮區（英語：East Eldorado Township）是位於美國伊利諾伊州薩林縣的一個行政鎮區。

## 地方資料
根據2010年美國人口普查的數據，東埃爾多拉多鎮區的面積為95.00平方千米，當中陸地面積為94.50平方千米，而水域面積為0.50平方千米。當地共有人口5753人，而人口密度為每平方千米60.56人。